# إليزابيث دونالد
إليزابيث دونالد (بالإنجليزية: Elizabeth Donald)‏ (1975)؛ روائية أمريكية.